# Casper trifft Wendy
Casper trifft Wendy ist ein US-amerikanischer Fantasy-Kinderfilm aus dem Jahr 1998 und die zweite Direct-to-Video-Fortsetzung von Casper. Der Film zeigt Hilary Duff in ihrer ersten Hauptrolle.

## Handlung
Wendy, eine kleine Hexe, muss mit ihren Tanten flüchten, denn Desmond Spellman, der größte Magier aller Zeiten will sie töten, da sie einer Prophezeiung nach später eine große Bedrohung für ihn werden soll. Wendy und ihre Familie flüchten in ein Feriendorf, in dem zufälligerweise gerade der gute Geist Casper und seine Onkel Urlaub machen. Der Geist trifft die kleine Hexe, und sofort werden beide Freunde und haben viel Spaß miteinander. Doch da Geister und Hexen schon seit Jahrtausenden Todfeinde sind, wird es den beiden nicht erlaubt, miteinander zu reden, geschweige denn sich zu sehen.
Doch die Freundschaft von Casper und Wendy ist größer als der Zorn und die Wut und der Jahrtausende andauernde Kampf zwischen Hexen und Geistern und so wird Wendy dank Casper auch aus den Klauen des bösen Desmond Spellman befreit, als dieser sie aufspürt und zu töten versucht.

## Hintergrund
Casper trifft Wendy ist die zweite von bisher drei Direct-to-Video-Produktionen, die auf dem ursprünglichen Casper-Film von 1995 basieren. Wie auch die anderen beiden Teile, Casper – Wie alles begann von 1997 und Casper’s Haunted Christmas von 2000 weist der Film jedoch Handlungsaspekte auf, die denen im ersten Film widersprechen, hauptsächlich was die Ursprünge der Charaktere angeht.

## Auszeichnungen
gewonnen
- International Monitor Awards – Beste Visuelle Effekte in einem Kinder- und Jugendfilm

nominiert
- Young Artist Award – Beste Schauspielerin bis 10 Jahre (Hilary Duff)